# Shri

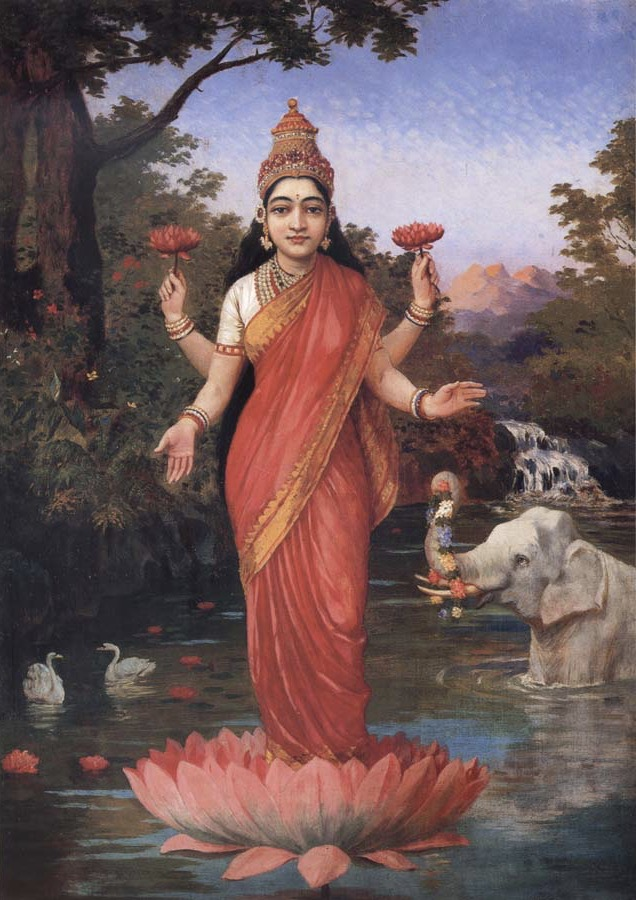
Shri Lakshmi

Shri oder Sri (auch anglisierend Shree, Sanskrit श्री śrī) ist eine bereits in den indischen Veden vorkommende hoheitsvolle Anrede oder Bezeichnung einer zunächst unbestimmten Gottheit in einem kultisch-religiösen Zusammenhang; erst später wurde sie mit der Göttin Lakshmi, der Gemahlin Vishnus, verknüpft. Die tamilische Entsprechung von Shri ist Tiru; es kommt in zahlreichen südindischen Ortsnamen vor.
Heute wird es auf dem indischen Subkontinent als höfliches bzw. respektvoll-ehrendes Präfix (in Wort und Schrift) vor den Namen von männlichen Personen verwendet. Die entsprechenden weiblichen Varianten sind Shrimati (Sanskrit श्रिमती), abgekürzt Smt für verheiratete Frauen und Sushri für Frauen unabhängig von deren Zivilstand.

## Geschichte
Shri bedeutet zunächst etwa ‚Fähigkeit‘ oder ‚Macht‘, aber auch ‚Schönheit‘, ‚Glanz‘, ‚Ruhm‘ und ‚hoher Rang‘. Neben dem religiösen Zusammenhang wurde der Begriff auch als Anrede für Könige (rajas) verwendet aber auch ‚Reichtum‘, ‚Wohlstand‘ und ‚Überfluss‘ können gemeint sein – all diese Eigenschaften wurden später in der Göttin Lakshmi personifiziert. Noch später wird aus Shri/Sri ein höflich-ehrenvoller Namensbestandteil vieler Götter (z. B. Sri Sarabeswara) sowie von anderen vergöttlichten Wesen wie Gurus und Gelehrte im Sinne von ‚Verehrungswürdiger‘, ‚Glanzvoller‘ oder ‚Heiliger‘ (z. B. Sri Aurobindo oder Bhagwan Shree Rajneesh).

## Sonstiges
Auch in Ortsbezeichnungen wie Sri Lanka, Sri Ksetra, Srivijaya oder Srinagar taucht der Namensbestandteil Sri auf. Das heilige Buch der Sikhs, der Adi Granth, lautet mit vollem Namen Sri Guru Granth Sahib.